# Импи, Дэрил
Дэрил Импи (англ. Daryl Impey; род. 6 декабря 1984, Йоханнесбург, Трансвааль) — южноафриканский профессиональный шоссейный велогонщик, выступающий с 2012 года за команду мирового тура «Mitchelton-Scott». Мгогократный чемпион ЮАР. Победитель командного этапа и временный обладатель жёлтой майки юбилейного 100-го Тур де Франс. Первый южноафриканский лидер Тур де Франс в истории гонки.

## Биография
В 2013 году на первом этапе Тур де Франс в командной гонке на время первым из команды Orica GreenEDGE, показавшей лучший результат, пересёк финишную черту и стал первым африканцем, захватившим жёлтую майку Тур де Франс.
В 2014 году обе допинг-пробы, взятые 6 февраля во время чемпионата ЮАР, дали положительный результат на пробенецид. В августе обвинения в сознательном употреблении допинга были сняты. После возвращения в пелотон Дэрил одержал победу на одном из этапов и в генеральной классификации Тура Альберты.

## Достижения
2004
1-й Этап 5 Джиро дель Капо
2006
Чемпионат Африки
3-й  Индивидуальная гонка
4-й Групповая гонка
2007
1-й  Всеафриканские игры в групповой гонке
1-й Пролог & Этап 2 Джиро дель Капо
1-й Этап 11 Тур Марокко
2008
1-й Этап 6 Хералд Сан Тур
6-й Мемориал Вивиана Мансервиси
9-й Ворлд Вьюв Челленднж I
9-й Ворлд Вьюв Челленднж II
2009
1-й  Тур Турции
1-й  Очковая классификация
1-й Этап 4
2-й  Чемпионат ЮАР в групповой гонке
3-й Джиро дель Капо II
7-й Джиро дель Капо IV
2011
1-й  Чемпионат ЮАР в индивид. гонке
2-й Тур Марокко
1-й Этап 8
3-й Тур Южной Африки
9-й Тур Азербайджана
2012
1-й Этап 2 Тур Страны Басков
1-й Этап 2 Тур Словении
2013
1-й  Чемпионат ЮАР в индивид. гонке
2-й  Чемпионат мира в командной гонке
1-й Этап 2 Тур Страны Басков
1-й Этап 2 Тур Баварии
1-й Этап 4 (КГ) Тур де Франс
5-й Энеко Тур
5-й Вуэльта Ла-Риохи
2014
Чемпионат ЮАР
1-й  Индивидуальная гонка
2-й  Групповая гонка
1-й  Тур Альберты
1-й Этап 5
4-й Гран-при Квебека
7-й Тур Баварии
1-й Этап 3
7-й Тур Даун Андер
2015
1-й  Чемпионат ЮАР в индивид. гонке
2-й Вуэльта Ла-Риохи
6-й Тур Фьордов
6-й Классика Южного Ардеша
7-й Тур Даун Андер
1-й  Очковая классификация
2016
Чемпионат ЮАР
1-й  Индивидуальная гонка
7-й Групповая гонка
3-й  Чемпионат мира в командной гонке
2017
1-й  Чемпионат ЮАР в индивид. гонке
1-й Этап 6 Вуэльта Каталонии
2018
Чемпионат ЮАР
1-й  Индивидуальная гонка
1-й  Групповая гонка
1-й  Тур Даун Андер
Критериум Дофине
1-й  Очковая классификация
1-й на Этапе 1
3-й Кэдел Эванс Грейт Оушен Роуд
8-й Гран-при Индустрия и Артиджанато ди Ларчано
10-й Брабантсе Пейл
2019
1-й  Тур Даун Андер
1-й Этап 4
3-й Кэдел Эванс Грейт Оушен Роуд

## Статистика выступлений

### Гранд-туры
| Гонка           | 2012 | 2013 | 2014 | 2015 | 2016 | 2017 | 2018 |
| --------------- | ---- | ---- | ---- | ---- | ---- | ---- | ---- |
| Джиро д'Италия  | НФ   | —    | —    | —    | —    | —    | —    |
| Тур де Франс    | 111  | 74   | —    | НФ   | 38   | 47   | 46   |
| Вуэльта Испании | —    | —    | —    | 84   | —    | —    | —    |

| —  | Не участвовал  |
| НФ | Не финишировал |